# George Lusk
George Akin Lusk (1839–1919) se desempeñó como constructor y decorador especializado en restauración de interiores de salas de music hall. Además, fue el presidente del Comité de Vigilancia de Whitechapel justamente cuando en 1888 ocurrieron los asesinatos de Whitechapel atribuidos a un individuo desconocido al que se le dio el mote de Jack el destripador.

## Antecedentes familiares y sociales

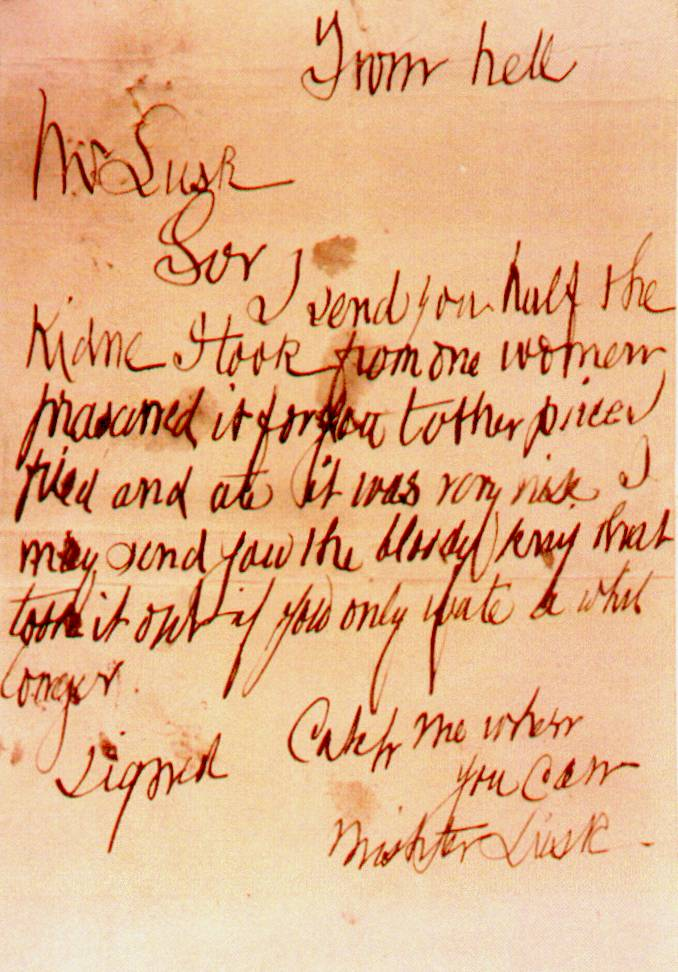
Carta 'From Hell' enviada a George Lusk

Lusk era hijo de Margaret Elizabeth (de soltera, Murray]; nacida en 1807) y de John Arthur Lusk (nacido en 1803). En enero de 1863, George contrajo matrimonio con Susannah Price (1843 – 5 de febrero de 1888) en el barrio de Stepney, en Londres; y el matrimonio tuvo siete hijos: Albert Arthur Lusk (1863-1930), Walter Leopold Lusk (1865-1923), George Alfred Lusk (1870-1918), Edith Rose Lusk (1872-?), Maud Florence B. Lusk (1875-1967), Selina Grace Lusk (1877-?) y Lilian Violet Lusk (1881-1962).
Lusk fue francmasón, pues desde el 14 de abril de 1882 participó en una logia masónica ('Doric Lodge'), pero en 1899 fue excluido de la misma debido al impago de deudas. Fue también matricularius en su iglesia local (comunidad anglicana).

## Presidente del Comité de Vigilancia de Whitechapel
El 10 de septiembre de 1888, Lusk fue elegido presidente del Comité de Vigilancia de Whitechapel, al conformarse dicho grupo por iniciativa de empresarios locales. Y en esa oportunidad, el nombre de George Lusk salió impreso en numerosos afiches emplazados en varios lugares de Whitechapel, en donde se llamaba a la población a aportar información relativa a los asesinatos. Tanto Joseph Aarons (tesorero de ese comité) como el propio Lusk, escribieron una carta al The Daily Telegraph, dirigida al entonces Ministro del Interior Henry Matthews, señalando que la oferta de una recompensa sustancial del gobierno "convencería a los pobres y humildes residentes de nuestro East-end que las autoridades gubernamentales estaban muy ansiosas de vengar la sangre de esas desafortunadas mujeres, como lo estuvieron en su momento por los homicidios dolosos de Lord Frederick Cavendish y de Thomas Burke".

## Carta 'From Hell'
En octubre de 1888, Lusk llegó a creer que su casa estaba siendo vigilada por un siniestro hombre barbado, y pidió protección policial. Lusk recibió en efecto un pequeño paquete por el correo nocturno en su casa, en el #1 de Alderney Road, Mile End. Y al abrir el paquete encontró una carta dirigida a él mismo, dentro de la cual había medio riñón humano. La carta decía:

From hell

Mr Lusk 

Sor

I send you half the 

Kidne I took from one women 

praserved it for you tother piece 

I fried and ate, it was very nise. I 

may send you the bloody knif that 

took it out if you only wate a whil 

longer.

signed 

Catch me when 

you Can 

Mishter Lusk sic.

Entre los ripperologistas, esta carta es identificada con el nombre "From Hell" (en español: "Desde el Infierno").
Convencido de que la carta era una broma, Lusk colocó la caja y el riñón en el cajón de su escritorio. Pero al día siguiente, en una reunión del Comité de Vigilancia, lo mostró a otros miembros de este grupo. Joseph Aarons, W. Harris, y otros dos miembros de apellidos Reeves y Lawton, visitaron más tarde a Lusk en su casa para inspeccionar la carta y el riñón. Lusk quería echar a ambos de su hogar, pero fue persuadido que convenía llevar la carta y el supuesto riñón al cirujano Frederick Wiles, que atendía cerca del camino 'Mile End'. El citado cirujano no estaba en su domicilio, así que su ayudante F. S. Reed examinó el contenido de la caja, y luego llevaron el sospechado riñón al Dr. Thomas Horrocks Openshaw en el cercano London Hospital. Finalmente, el riñón fue entregado a la policía de la ciudad en cuya jurisdicción Catherine Eddowes había sido asesinada.
Lusk también es citado en la carta fechada el 17 de septiembre de 1888 y que es conocida con el nombre "Dear Boss", pero dicha carta es considerada por muchos ripperologistas como un engaño, o sea, que muy probablemente no fue escrita por el verdadero asesino.

## Obras en cine y televisión
En la serie de televisión de 1988 titulada Jack the Ripper protagonizada por Michael Caine, el personaje de Lusk fue representado por Michael Gothard. En esa serie televisiva, Lusk fue presentado como un violento marxista y ambicioso político, aunque en la vida real el actor era conocido por su naturaleza pacífica.
En el filme del año 2001 titulado From Hell y protagonizado por Johnny Depp, Vincent Franklin fue el actor que interpretó a Lusk.
Y en la serie de televisión Ripper Street del año 2013, creada y escrita por Richard Warlow, y que fue transmitida por el canal BBC One, fue Michael Smiley quien representó a Lusk.